# Pferdmengesstraße 24
Das Gebäude Pferdmengesstraße 24 ist ein Einfamilienhaus im Kölner Stadtteil Marienburg, das 1950/51 errichtet wurde und zur Villenkolonie Köln-Marienburg gehört. Es steht als Baudenkmal unter Denkmalschutz.

## Geschichte
Das Einfamilienhaus entstand für leitende britische Angehörige der Alliierten Hohen Kommission (1949–1955), die eine Reihe von Vorbehaltsrechten gegenüber der Bundesrepublik Deutschland am Regierungssitz Bonn wahrnahm, nach einem standardisierten Entwurf der Architekten Gottfried Böhm (Unterschrift im Bauantrag) und Paul Pott. Bauherr war die Arbeitsgemeinschaft Besatzungsbauten Köln, Siegburg, Bad Godesberg. Innerhalb der Besatzungsbauten gehörte das Haus der Klasse IV an, die eine Wohnfläche von 211 m² umfasst – ebenso wie das ursprüngliche Nachbarhaus Pferdmengesstraße 22 (1981 abgebrochen), das mit ihm durch einen verbindenden Garagentrakt eine gestalterische Einheit bildete.
Die Eintragung des Hauses in die Denkmalliste der Stadt Köln erfolgte am 20. August 1993. Um 1995 befand sich das Anwesen in einem weitgehend unveränderten Zustand.

## Beschreibung
Das Haus umfasst drei Gebäudeflügel, die zu einem ungewöhnlichen Grundriss führen. Der Hauptflügel ist giebelständig und für die Erschließung und Bewirtschaftung des Hauses vorgesehen. Die seitlich angeordneten Flügel nehmen der ursprünglichen Konzeption nach die Wohnräume auf, die daher bewusst von der Straße abgeschieden sind. Ess- und Wohnzimmer befinden sich im westlichen, das Arbeitszimmer im östlichen Seitenflügel und Schlaf- sowie Mädchenzimmer im Obergeschoss. Der zum Gartenhof gelegene und mit Fenstertüren geöffnete Flur ist nach dem Vorbild einer englischen Halle gestaltet.